# Central Okanagan—Similkameen—Nicola
Circonscription électorale fédérale du Canada
Central Okanagan—Similkameen—Nicola est une ancienne circonscription électorale fédérale de la Colombie-Britannique  (Canada), représentée de 2015 à 2025. Elle comprenait:
- Une partie du district régional de Okanagan-Similkameen dont la municipalité de district de Summerland, la ville de Princeton, le village de Keremeos, la réserve indienne de Chopaka et de Penticton
- Une partie du district régional de Thompson-Nicola dont la ville de Merritt, la municipalité de district de Logan Lake et la réserve indienne de Nooaitch
- Une partie du district régional de Central Okanagan dont les municipalités de district de Peachland et de West Kelowna et une partie de la ville de Kelowna

Les circonscriptions limitrophes étaient Chilliwack—Hope, Mission—Matsqui—Fraser Canyon, Kamloops—Thompson—Cariboo, Kamloops—Thompson—Cariboo, Kelowna—Lake Country et Okanagan-Sud—Kootenay-Ouest.
À la suite du découpage de la carte électorale de 2022, la circonscription est abolie et son territoire réparti dans Kamloops—Thompson—Nicola, Similkameen—Okanagan-Sud—Kootenay-Ouest, Okanagan Lake-Ouest—Kelwona-Sud, Kelowna et Vernon—Lake Country—Monashee. 

## Députés
| Législature | Années    | Député | Député    | Parti        |
| --- | --------- | ------ | --------- | ------------ |
| Central Okanagan—Similkameen—Nicola issue d'une partie de Colombie-Britannique-Southern Interior, Kelowna—Lake Country et Okanagan—Coquihalla             |           |        |           |              |
| 42e | 2015–2019 |        | Dan Albas | Conservateur |
| 43e | 2019–2021 |        | Dan Albas | Conservateur |
| 44e | 2021–2025 |        | Dan Albas | Conservateur |
| dissoute dans Kamloops—Thompson—Nicola, Okanagan Lake-Ouest—Kelwona-Sud, Similkameen—Okanagan-Sud—Kootenay-Ouest, Kelowna et Vernon—Lake Country—Monashee |           |        |           |              |

## Résultats électoraux
|       | Candidat         | Parti        | # de voix | % des voix |
|       | (X) Dan Albas    | Conservateur | +24 517,  | 39,56 %    |
|       | Karley Scott     | Libéral      | +23 059,  | 37,21 %    |
|       | Angelique Wood   | NPD          | +11 961,  | 19,3 %     |
|       | Robert Mellalieu | Vert         | +02 436,  | 3,93 %     |
| Total | Total            | Total        | 61 973    | 100 %      |